# Euphrasia marchesettii
Euphrasia marchesettii är en snyltrotsväxtart som beskrevs av Richard von Wettstein och Marchesetti. Euphrasia marchesettii ingår i släktet ögontröster, och familjen snyltrotsväxter. Inga underarter finns listade i Catalogue of Life.